# فی (خواننده)
ماریا فرناندا بلازکز گیل (زاده ۲۱ ژوئیه ۱۹۷۳)، که به نام فی شناخته می‌شود، خواننده و ترانه‌سرای مکزیکی است. او با سه آلبوم اول استودیویی خود به شهرت رسید که او را به عنوان یک آیدل نوجوان و نماد مد دهه ۱۹۹۰ در مکزیک و آمریکای لاتین معرفی کرد.
در سال ۱۹۹۵، فی اولین آلبوم خود را با عنوان پلاتین در مکزیک آغاز کرد.

## آهنگ‌شناسی
- 1995: فی
- 1996: شب مناقصه
- ۱۹۹۸: ال رنگ د لس سوئنوس
- ۲۰۰۲: سرگیجه
- 2004: نیروی سرنوشت
- ۲۰۰۶: فالتان لوناس
- 2009: وسوسه شیرین
- 2012: فی: ردیف جلو
- 2014: همه چیز من هستم-زنده